# Guy Roach
Guy Roach (né le 2 octobre 1919 à Toronto, dans la province de l'Ontario au Canada) est un joueur professionnel canadien de hockey sur glace.

## Carrière de joueur
Il commence sa carrière en 1939 avec les Orioles de Baltimore dans l'Eastern Hockey League.

## Statistiques de carrière
| Saison    | Équipe               | Ligue |    | Saison régulière | Saison régulière | Saison régulière | Saison régulière | Saison régulière |   | Séries éliminatoires | Séries éliminatoires | Séries éliminatoires | Séries éliminatoires | Séries éliminatoires |
| Saison    | Équipe               | Ligue | PJ | B                | A                | Pts              | Pun              | PJ               | B | A                    | Pts                  | Pun                  |                      |                      |
| 1939-1940 | Orioles de Baltimore | EHL   | -  | -                | -                | -                | -                | -                | - | -                    | -                    | -                    |                      |                      |
| 1940-1941 | Orioles de Baltimore | EHL   | -  | -                | -                | -                | -                | -                | - | -                    | -                    | -                    |                      |                      |
| 1945-1946 | Oaks d'Oakland (en)  | PCHL  | 40 | 20               | 13               | 33               | 42               | -                | - | -                    | -                    | -                    |                      |                      |
| 1946-1947 | Lions de Washington  | EHL   | 56 | 25               | 16               | 41               | 48               | -                | - | -                    | -                    | -                    |                      |                      |
| 1947-1948 | Falcons de Fresno    | PCHL  | 66 | 23               | 16               | 39               | 88               | -                | - | -                    | -                    | -                    |                      |                      |
| 1948-1949 | Falcons de Fresno    | PCHL  | 63 | 7                | 13               | 20               | 71               | 2                | 0 | 0                    | 0                    | 2                    |                      |                      |